# Caleb Smith Woodhull

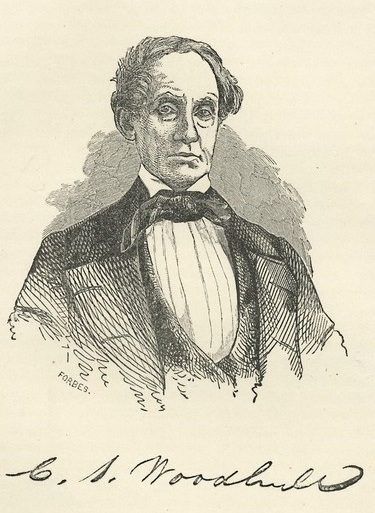
Caleb Smith Woodhull

Caleb Smith Woodhull (* 26. Februar 1792 in Miller Place, Suffolk County, New York; † 16. Juli 1866 ebenda) war ein US-amerikanischer Politiker. Zwischen 1849 und 1851 war er Bürgermeister von New York City.

## Werdegang
Caleb Woodhull studierte bis 1811 an der Yale University. Nach einem anschließenden Jurastudium und seiner Zulassung als Rechtsanwalt begann er ab 1817 in diesem Beruf zu arbeiten. Während des Britisch-Amerikanischen Krieges von 1812 unterbrach er sein Studium, um in der Staatsmiliz zu dienen. Auch nach dem Krieg gehörte er noch bis 1830 dieser Truppe an.
In den 1830er Jahren schloss sich Woodhull der Whig Party an. Seit 1836 saß er in verschiedenen Gremien des Stadtrats von New York. 1843 wurde er dessen Präsident. Im Jahr 1849 wurde er zum Bürgermeister der Stadt New York gewählt. Dieses Amt bekleidete er zwischen 1849 und 1851. Er war der erste Bürgermeister dieser Stadt, der nach einer Gesetzesänderung eine zweijährige Amtszeit absolvieren konnte. Zuvor liefen die Amtszeiten für jeweils ein Jahr, auch wenn einige Bürgermeister durch Wiederwahlen ebenfalls zwei oder mehr Jahre im Amt waren. Das Stadtgebiet von New York erstreckte sich bis 1898 im Wesentlichen auf den heutigen Stadtteil Manhattan. Nach dem Ende seiner Zeit als Bürgermeister zog sich Caleb Woodhull in den Ruhestand zurück. Er starb am 16. Juli 1866 in seinem Geburtsort Miller Place.